# 妙高镇 (阆中市)
妙高镇，是中华人民共和国四川省南充市阆中市下辖的一个乡镇级行政单位。2019年10月，撤销金城乡，将其所属行政区域划归妙高镇管辖。

## 行政区划
妙高镇下辖以下地区：
东岳庙社区居民委会、滩口村、烽火村、东溪垭村、柏垭塘村、金紫观村、陈家梁村、石鱼庙村、灵壁垭村、银宝村、福坪寨村、魏家梁村和鹞子岩村,金玉村、麒麟村、文崇垭村、土坊山村、民乐村和大山村。